# عبد الرحمن محسن
عبد الرحمن محسن، لاعب كرة قدم قطري .
لعب سابقاً في نادي الخور ونادي الشحانية .

## روابط خارجية
- عبد الرحمن محسن على موقع Soccerway.com (الإنجليزية)